# Catarina de Ricci
Catarina de Ricci, nascida Alessandra Lucrezia Romola (Florença, 23 de abril de 1522 — Prato, 1 de fevereiro de 1590) foi uma domenicana e mística italiana.

## Vida
Catarina nasceu em Florença no dia 23 de abril de 1522. Sua mãe morreu quando ela ainda era criança e ela foi criada por madrinha de batismo, mas considerava a Virgem Maria como a sua verdadeira mãe e desenvolveu uma grande devoção a Ela. Quando criança ela podia falar com o seu anjo da guarda e ele a ensinava preces para o seu rosário. Com a idade de 6 anos ela entrou para o convento-escola em Montecelli, onde sua tia Louisa del Ricci era abadessa. Catarina desenvolveu uma enorme devoção à Paixão de Cristo. Seu pai, Pedro, que se opunha aos seus planos de entrar para o convento, resolveu permitir, mas depois mudou de ideia. Ela continuava com sua orações em casa e ficou doente quando soube que não mais poderia ir para o convento. Somente quando ele finalmente concordou com a sua vocação, ela melhorou e se tornou uma terciária dominicana.

## Visões
Ela recebeu visões e experimentava êxtases que lhe provocaram vários problemas e dúvidas entre as freiras. Exteriormente ela parecia estar dormindo ou meio atordoada quando as visões tomavam conta dela, mas Catarina acreditava que todos recebiam as visões e que estas eram parte de suas vidas com Deus. Por isso, a jovem freira sofreu uma série de doenças, que prejudicaram a sua saúde.
Catarina conheceu São Filipe Neri em uma visão, quando ele estava vivo e em Roma. Eles conseguiam se corresponder e ela conseguia bilocar-se (estar em dois locais ao mesmo tempo). Ela apareceu para Filipe em uma visão e eles conversaram por longo tempo. Filipe, que era muito cauteloso em acreditar em visões, confirmou esta visita. Esta habilidade de bilocar-se (como São Padre Pio) foi confirmado por oito testemunhas juramentadas.
Ela dizia ter recebido de Jesus um anel como sinal de noivado com Ele, mas o que para ela parecia ser um anel de ouro com diamantes para os demais era um inexplicável losango vermelho e um círculo em volta de seu dedo. Além disso, ela estigmas permanentes. Com 20 anos ela começou um ciclo de 12 semanas de êxtases da Paixão, iniciando na quinta ao meio dia e indo até sexta às 16 horas, sempre acompanhado de sérios ferimentos e chagas. As demais freiras podiam seguir o curso da Paixão pelos ferimentos que apareciam em ordem cronológica - desde os açoites, a coroa de espinhos e os ferimentos na Cruz - e, quando o êxtase finalmente terminava, ela estava coberta de ferimentos, com os ombros profundamente afundados onde a madeira da cruz teria se apoiado. Na primeira vez, na quaresma de 1542, ela meditava tão completamente na crucificação que ficou doente, só melhorando com a visão de Jesus se levantando do sepulcro e falando com Maria Madalena no domingo. 
A multidão passou a ser numerosa e constante de tal modo que as freiras rezavam para que os ferimentos ficassem menos visíveis, o que ocorreu em 1554. Três futuros papas (Marcelo II, Leão XI e Clemente VIII) foram alguns dos milhares que procuraram as suas preces. Foi prioresa aos 30 anos e correspondeu-se com São Carlos Borromeu e São Pio V.
Faleceu em 1 de fevereiro de 1590, em Prato, e seu túmulo passou a ser local de peregrinação e vários milagres foram creditados a sua intercessão.